# Kočka divoká
Kočka divoká (Felis silvestris) je savec z čeledi kočkovitých. Šelmu vědecky popsal a zařadil německý přírodovědec Johann Schreber v roce 1777. Patří do podčeledi malé kočky a rodu Felis. Taxonomie rodu Felis a druhu Felis silvestris není dosud vyjasněná. Obvykle se udává, že kočka divoká se rozděluje na dalších 3 až 23 poddruhů (subspecií). Poddruhy kočka plavá a kočka stepní jsou předkové dnešní domestikované kočky domácí.
Jedná se o jednu z nejrozšířenějších kočkovitých šelem vůbec. Žije na rozsáhlých územích Evropy, Afriky a Asie. Vyznačuje se šedo-hnědo-černou barvou srsti v rozličné barevné kombinaci. Váží většinou mezi 2 a 8 kilogramy, nejčastěji 3 až 6 kg. Délka těla bez ocasu je 44 až 75 cm, ocas měří 21 až 37 cm. Dožívá se obvykle 12–14, výjimečně až 20 let. Živí se především různými druhy hlodavců, dále ptáky, menšími plazy a obojživelníky. V některých oblastech loví ve větší míře zajícovce. Doplňkovou kořist tvoří rozliční bezobratlí a výjimečně i mláďata větších zvířat, jako jsou srny a divoká prasata. Sama může být ulovena jakýmikoliv většími šelmami, především rysy, vlky a levharty. Mláďata často padnou za oběť dravým ptákům. Vzhledem ke svému širokému areálu rozšíření a poměrně početné populaci ji Mezinárodní svaz ochrany přírody vede jako druh málo dotčený.
V ČR byla kočka dlouho prakticky vyhubená (až na velmi vzácné příhraniční výskyty, například v NP Podyjí). Nicméně mezi lety 2011 až 2019 se objevilo několik pozorování z fotopastí z oblasti Šumavy, Beskyd a Doupovských hor naznačující, že se do České republiky kočka divoká postupně navrací. Je – vedle rysa ostrovida – jediným zdejším zástupcem kočkovitých šelem. Více rozšířená je na Slovensku, kde žije několik set jedinců.

## Taxonomie a nomenklatura

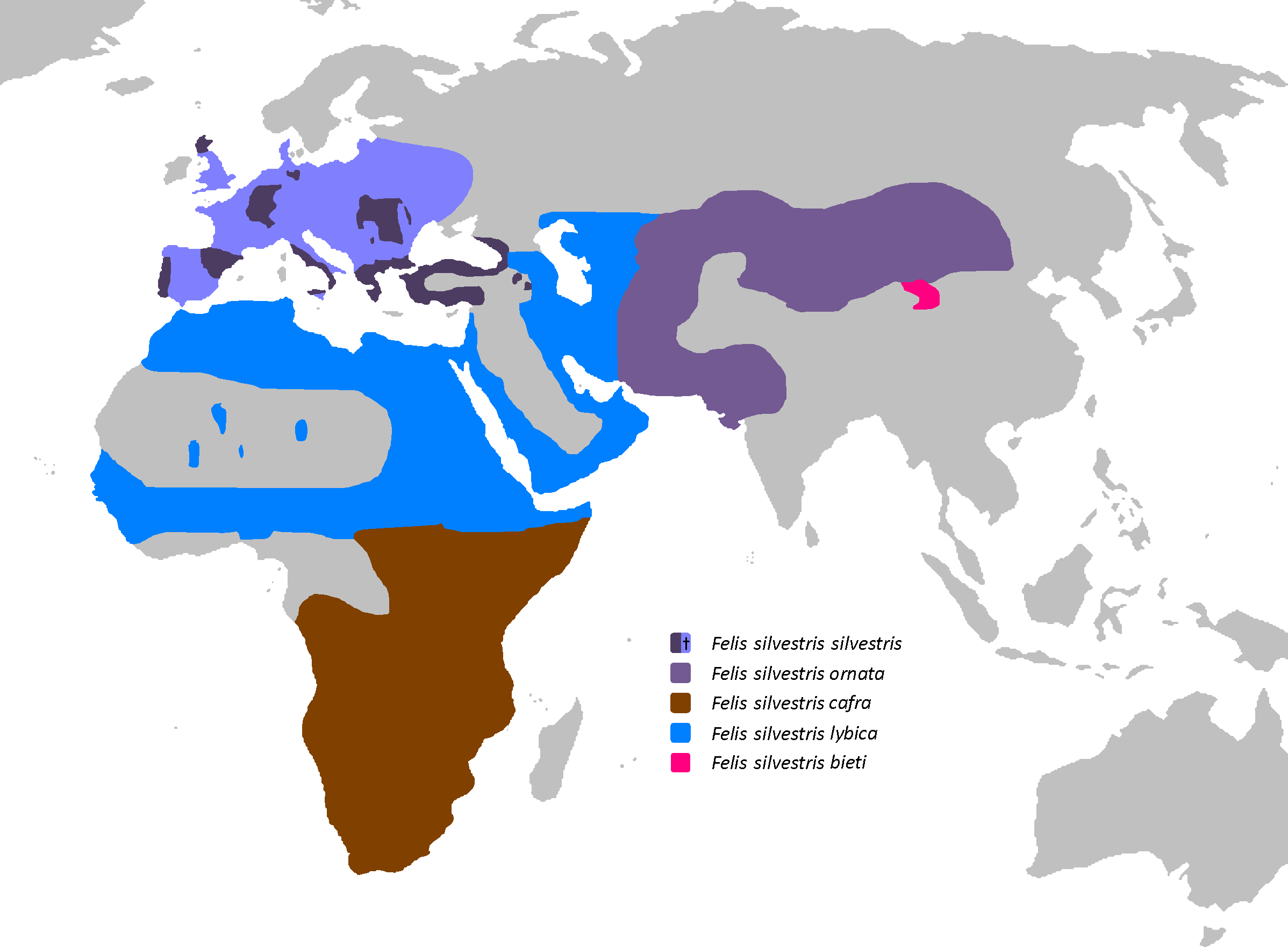
Mapa rozšíření hlavních poddruhů kočky divoké

Johann Christian Daniel von Schreber v roce 1777 poprvé vyčlenil kočku divokou do samostatného druhu Felis (catus) silvestris. V následujících desetiletích přírodovědci a objevitelé popisovali různé divoké kočky Evropy, Afriky a Asie. Postupně přestávalo být jasné, kdy jde o samostatné druhy a kdy o poddruhy (subspecie). V roce 1951 uznávaný specialista na taxonomii Reginald Innes Pocock provedl rozsáhlou revizi dosavadního bádání a rozčlenil populaci kočky divoké na 35 subspecií členěných do tří skupin (v zásadě druhů). Jednalo se o skupinu silvestris z Evropy a Malé Asie, skupinu bieti z východní Asie a skupinu lybica z Afriky, západní a střední Asie. Skupinu silvestris rozčlenil na 7 poddruhů a skupiny bieti a lybica neuváděl jako poddruhy, nýbrž jako velmi spřízněné sesterské taxony specie Felis silvestris. Dále zařadil do rodu Felis druhy Felis catus, Felis margarita, Felis nigripes a Felis chaus.

### Poddruhy
Taxonomická příručka Mammal Species of the World vydaná v roce 2005 udává celkem 22 poddruhů Felis silvestris:
- F. s. silvestris (kočka evropská) Schreber 1777, nominátní poddruh, žije na velké části území Evropy s výjimkou Skandinávie a ostrovů Středomoří. Jedná se o velkou subspecii s tmavým zbarvením.
- F. s. cafra (kočka jihoafrická) Desmarest 1822, žije v jižní a jihovýchodní Africe. Má dvě barevné fáze – ocelově šedá a tmavě šedá. Lebka je relativně velká.
- F. s. caucasica (kočka kavkazská) Satunin 1905, žije na Kavkazu a v Malé Asii. Vzrůstem menší a barvou světlejší než F. s. silvestris. Kresba na hlavě je dobře vyvinutá, na ocase přítomny jen tři proužky.
- F. s. caudata Gray, 1874 – žije ve Střední Asii, velmi se podobá kočce kavkazské, její ocas je však poněkud delší a hlava větší. Zbarvení je spíše světlejší, skvrny menší, ale poměrně výrazné.
- F. s. chutuchta Birula, 1916 – vyskytuje se v jižním Mongolsku a severní Číně.
- F. s. cretensis Haltenorth, 1953 – žije na Krétě, je světleji zbarvená. Její život je velmi málo prozkoumaný.
- F. s. foxi Pocock, 1944 – žije v jižních částech západní Afriky, je podobná subspecii haussa, ale má barvu více do červena a větší lebku.
- F. s. gordoni (kočka arabská) Harrison, 1968 – vyskytuje se na Arabském poloostrově. Srst má krátkou světle šedohnědě zbarvenou.
- F. s. grampia Miller, 1907 – je možno ji nalézt ve Skotsku. Těžko rozlišitelná od kočky divoké evropské, status subspecie nejistý. V průměru je o něco větší a tmavší.
- F. s. griselda Thomas, 1926 – obývá Kalahari a přilehlá území. Podobná poddruhu cafra, ale celkově světlejší s méně výrazným značením.
- F. s. haussa Thomas a Hinton, 1921 – vyskytuje se v oblasti Sahelu, především v lesních společenstvech. Malý poddruh s šupinatým nebo světle šedivým kožichem a červeným nádechem na hřbetním pásku.
- F. s. iraki Cheesman, 1921 – žije v Kuvajtu a Iráku. Odlišuje se od tristrami tím, že má homogennější odstín na horních částech, nediferencovaný dorzální pás a bělejší tvář a nohy.
- F. s. jordansi (kočka baleárská) Schwarz, 1930 – obývá Baleáry.
- F. s. lybica (kočka plavá) Forster, 1780 – vyskytuje se na Sicílii, Sardinii, severní Africe a alžírské části Sahary. Barva srsti je nažloutlá, s nezřetelnými pruhy a skvrnami a bledě hnědým slzným pruhem. Uši jsou červenohnědé a ocas je poměrně dlouhý, s několika kroužky a hnědým koncem. Jedinci na Sardinii se liší od severoafrických protějšků tmavšíma ušima a obecně tmavšími horními částmi, postrádají typický písečný tón přítomný v severoafrických exemplářích. Předek kočky domácí
- F. s. mellandi Schwann, 1904 – obývá severní Angolu, jižní části Konžské pánve a severní Zimbabwe.
- F. s. nesterovi Birula, 1916 – žije v Iráku, jihozápadním Íránu a severozápadní části Arabského poloostrova, v Sýrii, Izraeli a Palestině
- F. s. ocreata Gmelin, 1791 – žije v Etiopii. Odlišuje se od kočky plavé větší lebkou a kožešinou, jenž má šedivější podkladovou barvu a více tmavé černé kresby.
- F. s. ornata (kočka stepní) Gray, 1832 – vyskytuje se ve střední a severozápadní Indii a v Pákistánu. Má výrazné tmavé skvrny.
- F. s. reyi (kočka korsická) Lavauden, 1929 – žila na Korsice. Má tmavou srst, krátký ocas a za ušima jí chybí červenohnědé zbarvení. S velkou pravděpodobností jde o poddruh vyhynulý.
- F. s. rubida Schwann, 1904 – žije ve východní Africe, jižním Súdánu a severovýchodní části Konžské pánve.
- F. s. tristrami Pocock, 1944 – vyskytuje se v Palestině a Izraeli. Je tmavší a více do šeda zbarvená než lybica.
- F. s. ugandae Schwann, 1904 – obývá Ugandu.

tyto poddruhy jsou děleny do třech skupin:
- „lesní“ kočky (skupina silvestris)
- „stepní“ kočky (skupina ornata – caudata) – liší se od lesních koček menším vzrůstem, delšíma a špičatějšíma ušima a světlejší barvou srsti; patří sem poddruhy ornata, nesterovi a iraki
- „křovinné“ kočky (skupina ornata – lybica) – liší se od stepních koček světlou barvou srsti s jasně vyznačenými skvrnami a pruhy; patří sem poddruhy chutuchta, lybica, ocreata, rubida, cafra, griselda a mellandi; z této skupiny pochází dnešní kočka domácí

ITIS (Integrated Taxonomic Information System) k těmto poddruhům přidává ještě 23. subspecii jménem Felis silvestris vellerosa.
Mezinárodní svaz ochrany přírody (IUCN) však ve zprávě vydané roku 2015 rozlišuje na základě fylogeografických analýz pouze čtyři poddruhy – silvestris, ornata, lybica a cafra, k nimž přidává pátý poddruh bieti, dříve označovaný za samostatný druh (kočka šedá – Felis bieti). Rozšíření těchto pěti poddruhů je vyobrazeno na mapce.
Taxonomická revize kočkovitých šelem z roku 2017, kterou vytvořila odborná skupina IUCN SSC Cat Specialist Group, považuje za kočku divokou (Felis silvestris) jen populace žijící v Evropě a Malé Asii. Ostatní kočky zahrnula do jiných druhů v rámci rodu Felis. Samotnou Felis silvestris pak dělí na dva pravděpodobné (Felis silvestris silvestris, Felis silvestris caucasica) a jeden pochybný poddruh (Felis silvrestris grampia).

## Popis
Kočka divoká může vážit 1,2–11 kg a dosáhnout délky 47–80 cm. Nejčastěji se hmotnost pohybuje mezi 2 a 8 kg, údaje pod a nad touto hranicí jsou výjimečné. Hmotnost závisí na poddruhu, dostupnosti potravy a ročním období. Během roku může u stejného jedince kolísat až o 25 %. Má na první pohled zavalitější postavu než kočka domácí, zejména díky delší a hustější srsti; tento rozdíl je nejvíce patrný v zimě. Kočka divoká má také větší hlavu s dlouhými vousky a menšíma ušima. Je zbarvena šedohnědě až šedožlutě, s výrazným pruhováním na hřbetu, ocase a nohách. Na hřbetu je výrazný tmavý pás, zatímco břicho bývá krémově žluté. Od zdivočelé kočky domácí ji lze rozlišit zejména dle těchto znaků:
1. ocas kočky divoké je kratší než polovina délky jejího těla, po celé délce huňatý a před špičkou má 3–4 pruhy, zatímco zdivočelá kočka domácí má ocas delší než polovinu délky svého těla, postupně se zužuje a má větší počet pruhů u špičky;
2. tělo je robustnější;
3. hlava větší;
4. slechy menší;
5. srst a hmatové vousy jsou delší.[8][16]

Spolehlivost však není stoprocentní.

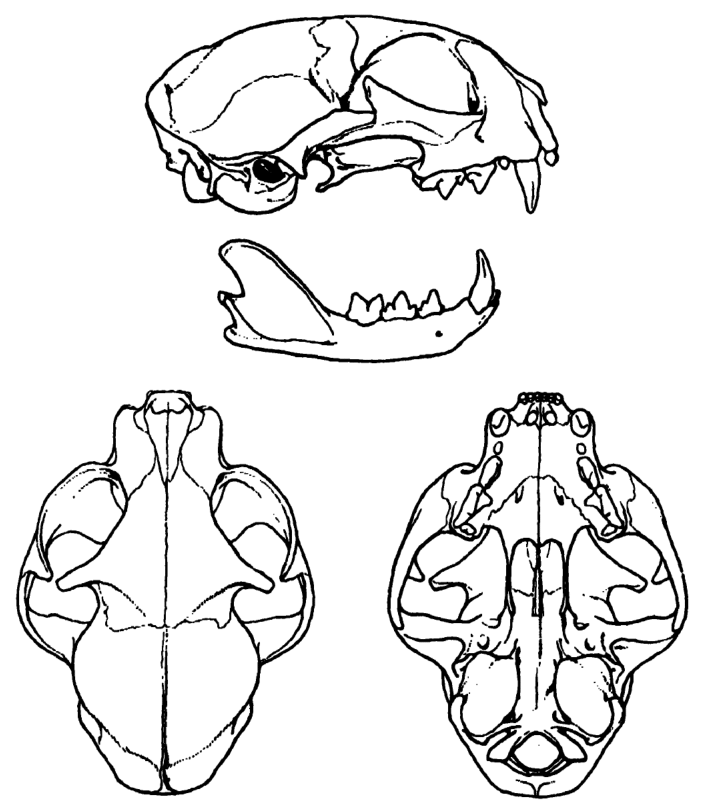
Nákres lebky kočky divoké

### Smysly

#### Zrak
Kočka divoká má zrak přizpůsobený k vidění za šera, ačkoliv ani jasné světlo jí nijak neomezuje. Rozlišuje 6 základních barev, ale jen na krátkou vzdálenost. Dokáže vnímat i ultrafialovou část spektra, infračervenou nikoliv. Má zorné pole 270–290°, což je umožněno silně vyklenutou rohovkou. Nejostřeji vidí na vzdálenost 2 až 6 metrů, objekty nacházející se velmi blízko zrakem téměř nerozliší. Schopnost zachytit světlo má asi 6x lepší než člověk. Přísun světla do oka zajišťuje smršťováním a roztahováním zornic.

#### Čich
Čich kočky je podstatně horší než u psovitých šelem, ale lepší než lidský. Je účinný především na krátkou vzdálenost. K čichání využívá čichové sliznice v nose a Jacobsonův orgán v patře tlamy, jenž slouží především k zachycování říjných pachů (flémování). Potravu před prvním ochutnáním obvykle očichá.

#### Hmat
K ohmatávání objektů využívá hmatové vousky na obličeji zvané sinusové chlupy či vibrisy. Pomáhají jí v orientaci ve tmě, ve stísněných prostorách a při identifikaci kořisti. Kočka je může natáčet různými směry. Hmat kromě toho zajišťují i polštářky na tlapkách.

#### Sluch
Sluch má kočka divoká velmi dobře vyvinutý. Má značně pohyblivý boltec, o což se stará 27 svalů. Vnímá frekvence od 0,2 kHz až do 55 kHz (pes do 40 kHz). Nejvíce reaguje na vysoké frekvence (4–15 kHz), které vydávají drobní hlodavci (větší kočkovité šelmy lépe reagují na zvuky o nižší frekvenci). Zvuk pohybu myši zachytí nejméně na 15 metrů. Vnitřní ucho umožňuje kočce dosahovat značné schopnosti rovnováhy při pohybu ve větvích či při kontrole pádu.

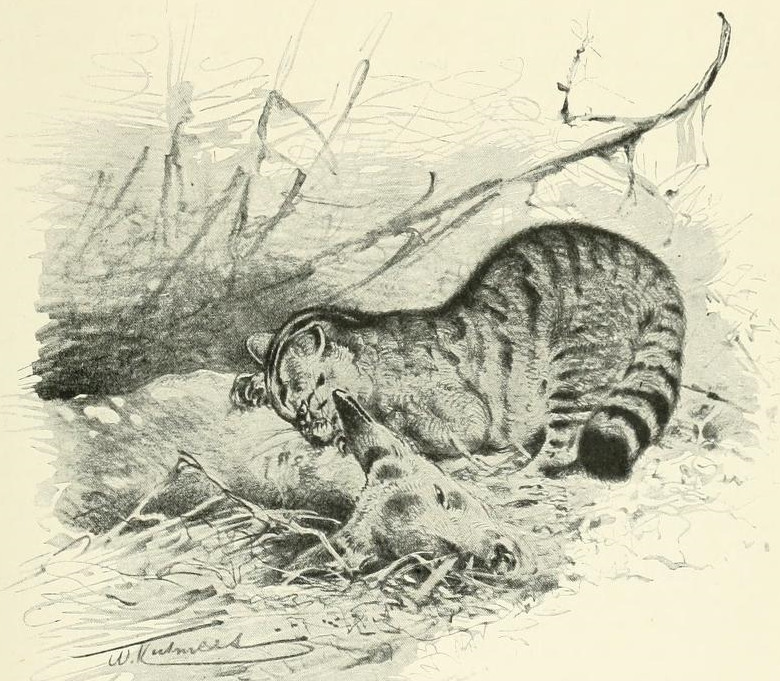
Kočka divoká dokáže výjimečně zabít i malou srnu, o běžnou kořist se však nejedná

## Životní areál
Pro kočku divokou jsou typické smíšené a listnaté lesy v podhůří nebo na vrchovinách, výjimečně se vyskytuje ve vysokých horách nebo v nížinách. Velikost teritoria se pohybuje od 50 ha až po několik set hektarů. Kocouři mívají větší teritorium než samice. Samice francouzských koček opatřené radiolokačním zařízením se pohybovaly v teritoriu o průměrné výměře 184 ha, samci měli území od 220 do 1270 ha (průměr 573 ha). Kočky divoké si své území značkují drápáním kůry stromů, močením, trusem a pachovými výměšky z meziprstových žláz. Přes den odpočívají ve své skrýši (např. dutiny stromů, vývraty, skalní dutiny, nory jezevců apod.), za teplých dnů se však rády vyhřívají na slunci. Na lov vyráží v noci. V průměru procestují 5 až 8 km denně.

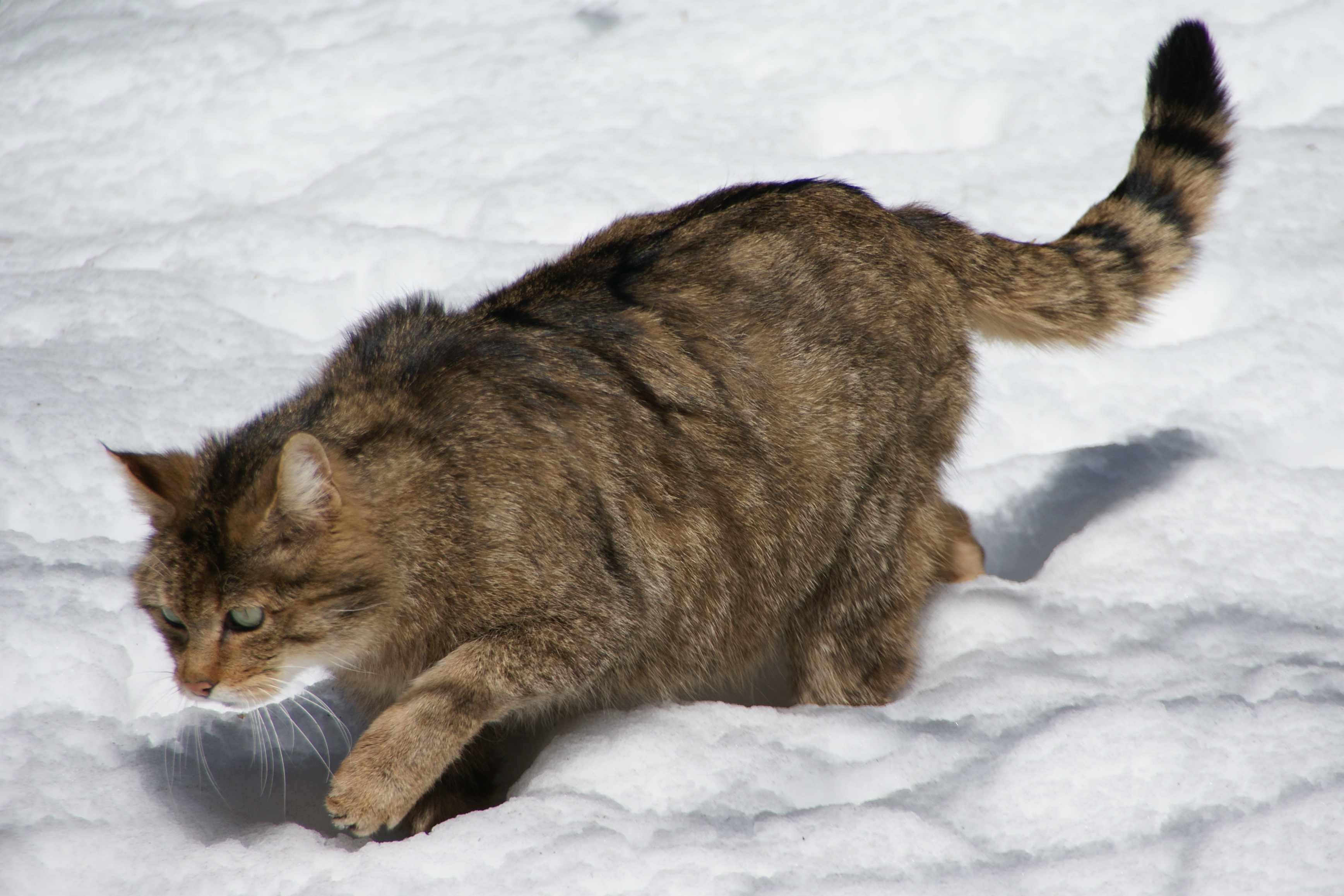
Kočka divoká v národním parku Bavorský les

## Rozmnožování
Žije spíše samotářsky. V době páření, které v České republice spadá do jarních měsíců, se na čas stává společenskou a svého partnera láká hlasitým mňoukáním. Celkově se říje podobá říji koček domácích, ale je více skrytá a probíhá hlavně v noci. Březost trvá cca 65 dnů a končí porodem tří až pěti koťat. Koťata obyčejně vrhá od dubna do června a stará se o ně až do podzimu, kdy se osamostatňují. Dospělosti dosahují zhruba ve stáří dvanácti měsíců. Matka mláďata brání (postaví se i člověku) a v případě ohrožení je přenáší do jiného úkrytu.

## Potrava
Její potravu tvoří ze 70 až 90 % malí hlodavci jako je hraboš, myšice, myš, norník a krysa, dále ptáci až do velikosti slepice a jiní drobní obratlovci jako je veverka, lasice, rejsek, ještěrka či žába. V některých habitatech tvoří významnou (místy dokonce dominantní) součást jídelníčku zajícovci, především divocí králíci. V sušších oblastech požírají i různé členovce, především hmyz. Výjimečně uloví i větší zvířata (srnče, sele divokého prasete).
| Poddruh kočky divoké           | F. s. silvestris | F. s. grampia | F. s. silvestris | F. s. silvestris | F. s. silvestris  | F. s. silvestris | F. s. cafra | F. s. cafra | F. s. lybica               | F. s. ornata (F. s. caudata)             |
| Stát                           | Francie          | Skotsko       | Slovensko        | Maďarsko         | Španělsko         | Španělsko        | Zimbabwe    | Botswana    | Kazachstán                 | Turkmenistán                             |
| Stát                           | Francie          | Skotsko       | Slovensko        | Maďarsko         | Území bez králíků | Území s králíky  | Zimbabwe    | Botswana    | Kazachstán                 | Turkmenistán                             |
| Počet vzorků                   | 373              | 546           | 26               | 57               | 107               | 132              | 58          | 80          | 571                        | 94                                       |
| ------------------------------ | ---------------- | ------------- | ---------------- | ---------------- | ----------------- | ---------------- | ----------- | ----------- | -------------------------- | ---------------------------------------- |
| Hraboši                        | 60,9             | X             | 61,5             | 38,6             | 82,2              | 40,9             | 72          | 86          | 3                          | 57,3 pískomilové 5,2 tarbíci 4,2 syslové |
| Myši a myšice                  | 48,3             | 0,7           | 19,2             | 28,1             | 82,2              | 40,9             | 72          | 86          | 43,4                       | 57,3 pískomilové 5,2 tarbíci 4,2 syslové |
| Norníci                        | 47,5             | 7,3           | 11,5             | 1,8              | 82,2              | 40,9             | 72          | 86          | X                          | 57,3 pískomilové 5,2 tarbíci 4,2 syslové |
| Hryzci                         | 21,4             | 0,2           | X                | X                | 82,2              | 40,9             | 72          | 86          | X                          | 57,3 pískomilové 5,2 tarbíci 4,2 syslové |
| Plchové                        | 9,4              | X             | 3,8              | X                | 82,2              | 40,9             | 72          | 86          | X                          | 57,3 pískomilové 5,2 tarbíci 4,2 syslové |
| Krysy, veverky, jiní hlodavci. | X                | 8,1           | 26,9             | X                | 82,2              | 40,9             | 72          | 86          | 22,3 ondatra 19,7 pískomil | 57,3 pískomilové 5,2 tarbíci 4,2 syslové |
| Ptáci                          | 2,7              | 14            | 3,8              | 15,9             | 11,2              | 6,8              | 21          | 10          | 18,4                       | 7,3                                      |
| Zajícovci                      | 1,6              | 91,6          | 7,7              | 5,3              | 1,9               | 61,4             | X           | X           | 5,2                        | 9,6                                      |
| Plazi a obojživelníci          | X                | X             | X                | X                | 12,2              | 3,8              | 12          | 14          | 0,7                        | 14,8                                     |
| Srnčí a jiná větší zvířata     | 2,7              | 14            | 3,8              | 1,8              | X                 | X                | X           | X           | 1,2                        | X                                        |
| Hmyzožravci                    | 0,3              | 2,2           | 30,8             | X                | 15,9              | 4,6              | X           | X           | X                          | X                                        |
| Kočky, kuny, lasice            | 0,5              | X             | X                | 3,5              | X                 | X                | X           | X           | X                          | X                                        |
| Členovci (hmyz)                | 0,5              | X             | X                | X                | 29                | 22,7             | 19          | 19          | 0,5                        | 12,8                                     |
| Rostliny, ovoce                | X                | 9             | 53,8             | 3,5              | X                 | X                | 2           | 1           | 3,4                        | X                                        |

Poznámky k tabulce:
1. Veškeré údaje jsou v % zastoupení ve vzorcích z žaludku či trusu. Vzorek v mnoha případech obsahoval živočichy několika různých druhů, proto celkový součet téměř vždy přesahuje 100 %.
2. Ryby byly v potravě zastoupeny pouze u koček z Kazachstánu (2,1 %).
3. Část vzorků nebyla určena, ty do statistiky nejsou zahrnuty.
4. Konkrétní místa výzkumů: a) severovýchodní Francie, b) Glen Tanar Skotsko, c) střední Španělsko, d) dolní Ili, severovýchodní Kazachstán, e) východní Karakum, Turkmenistán

Rostlinný materiál v potravě obaluje ostré úlomky kostí a zároveň dráždí žaludeční stěnu, což umožňuje vyvrhovat kůstky, aniž by poranily jícen. Objem žaludku kočky je asi 450 cm³, což umožňuje sníst najednou až téměř 0,5 kg potravy. Obvyklá denní spotřeba, jestliže je dostatek potravy, bývá 0,4 až 0,7 kg. Za rok zabije kočka divoká až 2000 drobných hlodavců. Způsob lovu je podobný kočce domácí – kočka divoká přepadá svou kořist ze zálohy jedním rychlým výpadem či skokem. Pokud je potřeba, krátce kořist pronásleduje. Jako prakticky všechny kočky není vytrvalá a rychle se unaví.

## Predace

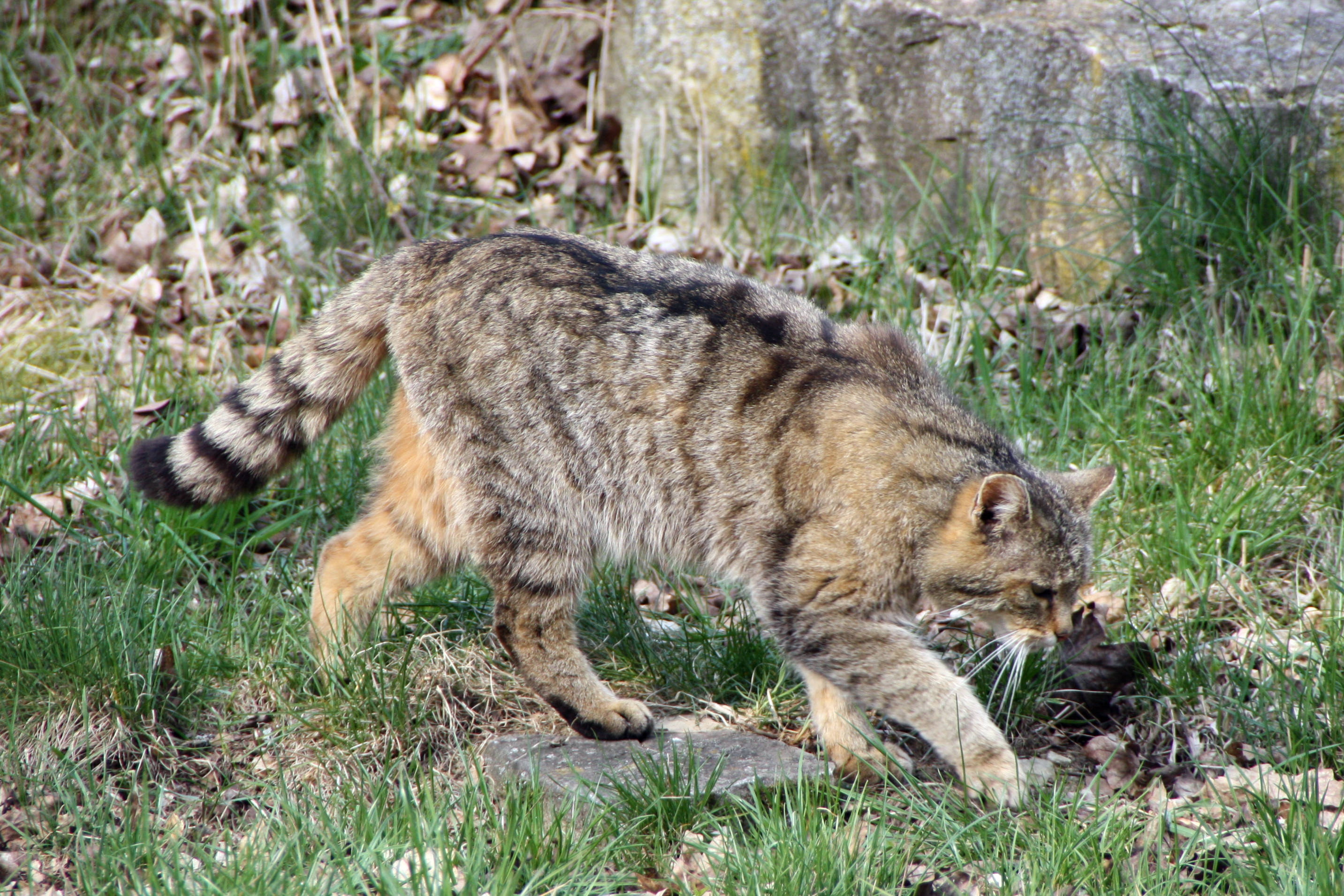
Kočka divoká z parku Bad Mergentheim v Německu

Kočka divoká se může stát kořistí mnoha druhů zvířat. Může být napadena a sežrána rysem, vlkem, kunou (koťata a mladí jedinci), výrem, orlem, liškou (koťata a mladí jedinci), jezevcem (ačkoliv se s ním obvykle dobře snáší), divokými psy a možná dokonce i divočákem. Menším dravcům jako je kuna a liška se však obvykle dokáže ubránit a ve zcela výjimečných případech je naopak ona jejich predátorem.

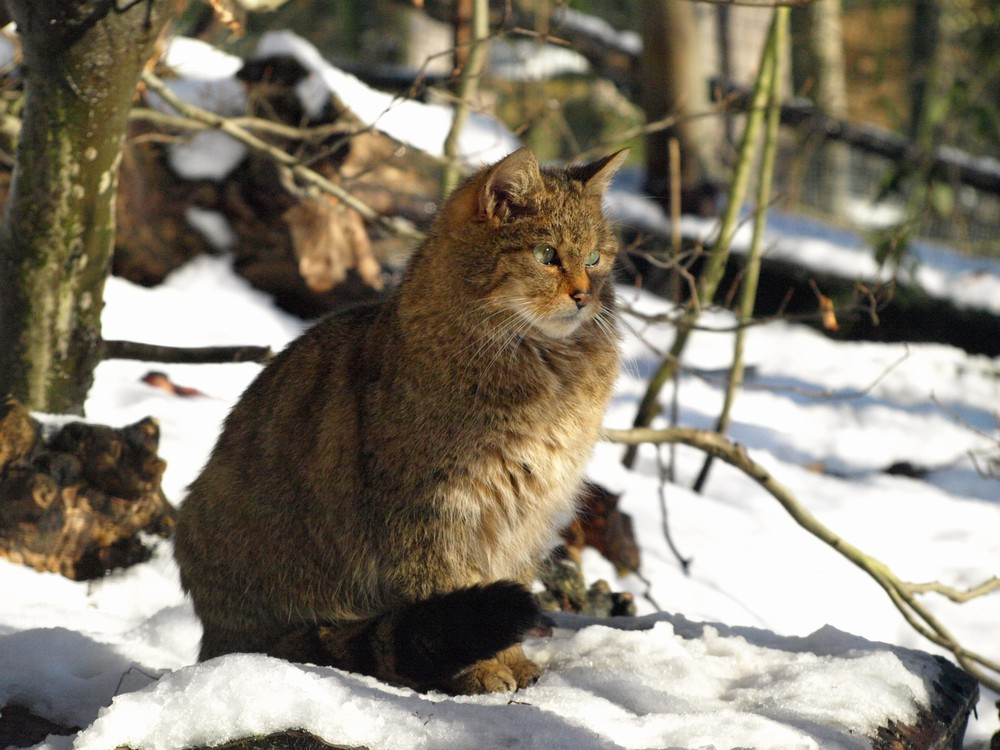
Kočka divoká, Zoo Děčín

## Výskyt v Česku
V Česku byla kočka po staletí pronásledována a lovena jako „škůdce“. Výsledkem bylo, že od začátku 19. století začala populace rychle ubývat a do poloviny 20. století z naší přírody prakticky vymizela. Nyní se zde vyskytuje extrémně vzácně. Jde prakticky jen o jedince, kteří k nám přišli z Německa (Šumava), Rakouska (Podyjí) či Slovenska (Beskydy). Celkový počet kusů je obtížné odhadnout, zřejmě půjde maximálně o několik desítek jedinců. Jednou z možných metod, jak zjistit zda se ve sledované oblasti kočka divoká nachází, je instalovat zde kolíky napuštěné tinkturou z kozlíku lékařského, jehož pach kočky silně vábí. Na místě je poté možno instalovat fotopasti, případně z kolíku odebírat kočičí srst k analýze DNA. Legislativa ochrany přírody řadí kočku divokou mezi zvláště chráněné, kriticky ohrožené druhy.
Mezi lety 2011 až 2013 došlo k několika pozorováním výskytu kočky divoké v oblasti Šumavy a Beskyd. V zimě roku 2015 došlo k pozorování výskytu kočky divoké také v severní části Bílých Karpat. Nejpozději od roku 2013 se šelma vyskytuje i v Doupovských horách, ve vojenském újezdu Hradiště. V roce 2019 zde byli fotopastmi potvrzeni přinejmenším dva samci, v roce 2020 pak potvrzen výskyt dalších jedinců obou pohlaví. V roce 2021 se poprvé po 100 letech objevila v blízkosti Dobříše.

## Hrozby

### Hybridizace
Hlavní současnou (2015) hrozbou pro kočku divokou je hybridizace se zdivočelou (potulnou) kočkou domácí. K mísení v Evropě dochází od 60. let 20. století. Předpokládá se, že jen velmi malá část celkové populace není zasažena genovým mísením. Hybridizace byla popsána v celém areálu výskytu kočky divoké s vysokým podílem kříženců v populacích v Maďarsku a Skotsku. Rozlišit kočku divokou od zdivočelé kočky domácí a jejich kříženců na základě zbarvení srsti a morfologických znaků je problematické a pro spolehlivé rozlišení druhů je třeba použít genetických metod. Kočka domácí může na kočku divokou přenést i rozličné choroby.

### Další hrozby
Mezi další hrozby se řadí mortalita způsobená lidskou činností, například srážky s automobily. V některých zemích a oblastech je na tuto šelmu stále nahlíženo jako na tzv. škůdce a bývá z tohoto důvodu mnohdy zabíjena. V minulosti byla lovena i kvůli kožešině (především v Asii), ale v současnosti (2015) takto zaměřený kožešinový obchod již téměř neexistuje. Úbytek biotopu představoval důležitou hrozbu mezi 18. a 20. stoletím, nicméně kočka se mu dokázala postupně přizpůsobit a žije i v zemědělské či jiné kulturní krajině.
Z globálního hlediska je kočka divoká považována za druh, jemuž nehrozí nebezpečí vyhynutí a dle norem IUCN je tudíž vedena jako taxon málo dotčený.